# Brydon Carse
Brydon Alexander Carse (* 31. Juli 1995 in Kapstadt, Südafrika) ist ein englischer Cricketspieler, der seit 2021 für die englische Nationalmannschaft spielt.

## Kindheit und Ausbildung
Sein Vater James Carse spielte selbst Cricket für den Northamptonshire County Cricket Club.

## Aktive Karriere
Carse kam im Jahr 2014 nach England und spielte dort zunächst für Barnmoor in der Durham League. Sein Debüt für Durham gab er in der Saison 2016, verletzte sich jedoch während der Saison. Erstmals wurden die Selektoren auf ihn aufmerksam, als er 35 Wickets für einen Average von 26,85 in der County Championship 2019 erzielte. Er erhielt daraufhin einen Platz in der englischen A-Nationalmannschaft und reiste mit ihr unter anderem nach Australien. Er gab sein Debüt in der Nationalmannschaft im Juli 2021 in der ODI-Serie gegen Pakistan und konnte dort im dritten Spiel 5 Wickets für 61 Runs erreichen. Im November 2021 zog er sich eine Knieverletzung zu, woraufhin er den gerade gewonnenen Vertrag mit den Perth Scorchers für die Big Bash League 2021/22 nicht wahrnehmen konnte. Er spielte in der Folge vereinzelte Spiele im Nationalteam und gab auch im August 2023 sein Debüt im Twenty20-Cricket. Gegen Neuseeland erreichte er dabei in seinem ersten Spiel 3 Wickets für 23 Runs und wurde als Spieler des Spiels ausgezeichnet. Nachdem sich beim Cricket World Cup 2023 Reece Topley verletzt hatte, wurde Carse als dessen Ersatz nachnominiert.